# Kopljače
Kopljače su jedini predstavnici svitkoglavaca. Poznato ih je trideset vrsta, a njezina tipična vrsta je kopljača Branchiostoma lanceolatum životinja iz porodice škrgoustih Branchiostomatidae pod kojim imenom je opisuje "Hrvatska enciklopedija"
Navedenih 30 vrsta obuhvaćeno je u 3 roda, to su Asymmetron (2), Branchiostoma (23) i Epigonichthys (5). Sve poznate vrste iz roda Heteropleuron priznate su pod imenom roda Epigonichthys. Zbog visokog stupnja međusobne sličnosti vrsta, kopljača se može smatrati reprezentativnom za cijelu porodicu. Ovdje će se nju obraditi kao predstavnika čitave porodice škrgoustih (Branchiostomatidae). 

## Građa
Kopljače su duge 4 do 7 cm. Nemaju pigmenta i habitus im je crvolik. Prednji kraj tijela obilježava im šiljasti završetak (rostrum), a stražnji mala peraja, koja također ima šiljasti završetak, što im je i donijelo ime kopljače. Ispod rostruma na trbušnoj strani nalazi se usni otvor (14) oivičen usnim pipalima (ciri)(13). U prednjem dijelu tijela poprečni presjek im je gotovo trokutast, dok im je repni dio bočno spljošten. S leđne strane, od rostruma, tijelo im je oivičeno perajom. Nema vanjskih izraslina, poput škrga i parnih peraja.
Kao središnji kostur služi im dorsalni (s leđne strane) svitak (2), karakterističan za sve svitkovce. To je elastičan uzdužni "štap" smješten između medularne cijevi (1) i crijeva (11) koji prolazi od prednjeg do stražnjeg dijela tijela. Svitak je obavijen grubom ovojnicom koja ovoj skupini životinja služi kao zaštita, daje im čvrstoću i služi kao polazište muskulaturi. Svitak se ontogenetski razvio od mesoderma, jednog od tri zametna listića deuterostoma (kod kojih se prausta razvijaju u anus). 
Najveći dio mišića građen je od poprečnoprugastih mišićnih vlakana i nalazi se u segmentima u obliku kolutića uz bokove životinje. Ti kolutići, razdvojeni vezivnim tkivom, lagano ulaze jedan u drugi slično tuljcima, a vezivno tkivo ih povezuje s leđnim svitkom i međusobno. Slično kao kod oblića, pojedine mišićne stanice imaju citoplazmatske nastavke do živčane vrpce (3) od koje preuzimaju podražaj. To znači da su živčanomišićne sinapse smještene na bočnim površinama centralnog živčanog sustava a ne, kao kod lubanjaca, unutar mišića. 
Mišići (Musculus pterygoideus) čija kontrakcija komprimira škržno crijevo (11) i peribranhijalnu šupljinu (18) služe na taj način izbacivanju ("iskašljavanju") krupnijih djelića hrane koja zajedno s usisanom vodom ulazi u tijelo životinje. Oživčenje ovih mišića je konvencionalno, što znači izdancima motoričkih živčanih stanica smještenih u medularnoj cijevi (preteča leđne moždine i mozga). Glatkih mišićnih vlakana imaju vrlo malo.  
Krvotok im je zatvoren, a pokreću ga mišićne kontrakcije prije svega mišića škržnog crijeva, jer životinja nema srce. Određivanje vena i arterija moguće je samo na temelju smjera kretanja krvi kroz njih. 
Usni otvor (14) okružen je pokretljivim pipalima (ciren) (13) koja nose kemijske receptore. Usna šupljina je bočno zatvorena obrazima, a straga oivičen pločicama koje nose ticala. Iza toga, nastavlja se škržno crijevo sa škržnim rascjepima i škržnim lukovima. Škržnim lukovima prolaze krvni sudovi. Na škržno crijevo, razdvojeno prstenom, nadovezuju se srednje i završno srijevo. Kopljače imaju jetrenu slijepu vrećicu (Caecum) koja je homologna jetri kod lubanjaca.
Centralni živčani sustav sastoji se od medularne cijevi odnosno leđne moždine smještene dorsalno (s leđne strane) s uskim središnjim kanalom (3). Na gornjoj strani cijev se širi u mali mjehurić (1) koji ne treba smatrati homolognim mozgu ili moždanom odjeljku. Nemaju oči ili druge velike osjetilne organe, ali mjestimično duž medularne cijevi imaju pigmentirane organe osjetljive na svjetlo, što znači da razlikuju svjetlo i tamu, kao i smjer. 
Hranu uzimaju kroz usni otvor (14) ovjenčan pipalima (13). Iz vode koja ulazi kroz usni otvor u škržnom crijevu, koje je odmah iza usta, filtriraju se hranjive tvari koje nakon toga dolaze u probavni trakt i jetrenu vrećicu. Ekskrementi se izbacuju kroz crijevni otvor (5). Voda prolazi kroz škržne proreze (11) snabdjevene velikim brojem kapilara koji preuzimaju kisik i odvode ga u sekundarnu tjelesnu šupljinu gdje zatim ulazi u krvotok. No, kopljače ne dišu samo preko škrga, nego velikim dijelom i kožom.

## Način života
Kopljače su filtratori. Filtriraju plankton, detritus i druge organske djeliće iz morske vode koja ih okružuje. Kod hranjenja, životinje su većim dijelom tijela ukopane u dno, dok im gornji dio tijela viri van široko otvorenih ustiju. Trepetljikama i ticalima u tijelu, životinje izazivaju strujanje vode u tijelo, gdje se organske tvari filtriraju i probavljaju.
Kreću se zmijolikim kretnjama. Brzi su plivači, a mogu se ograničeno kretati i ukopane u supstrat. Kad se nađu na tvrdoj podlozi u koju se ne mogu ukopati, kopljače leže na boku.

## Razmnožavanje
Kopljače su odvojenih spolova. Spolne stanice sazrijevaju u plodilima (gonadama) smještenim uz bokove životinja. Oslobađanje spolnih stanica događa se pucanjem plodila i nakon toga ih se ispušta u okolnu vodu gdje se zatim odvija oplodnja. Larva prolazi metamorfozu.

## Rasprostranjenost
Kopljače žive uz obale svih mora. Žive bentosnim životom, i okoliš im je krupni pijesak, sitan šjlunak ili mulj. Branchiostoma lanceolatum karakteristična je vrsta na Jadranskom moru, živi i u Crnom i Sredozemnom moru, ali i uz atlantske obale Francuske, Engleske i Skandinavije. Druge vrste žive u Indijskom oceanu i uz obale Australije.

## Sistematika
Porodica škrgoustih (Branchiostomidae):
- Rod Asymmetron Andrews, 1893

1. Asymmetron inferum Nishikawa, 2004
2. Asymmetron lucayanum Andrews, 1893

- Rod Branchiostoma Costa, 1834

1. Branchiostoma africae Hubbs, 1927
2. Branchiostoma arabiae Webb, 1957
3. Branchiostoma bazarutense Gilchrist, 1923
4. Branchiostoma belcheri Gray, 1847
5. Branchiostoma bennetti Boschung & Gunter, 1966
6. Branchiostoma bermudae Hubbs, 1922
7. Branchiostoma californiense Andrews, 1893
8. Branchiostoma capense Gilchrist, 1902
9. Branchiostoma caribaeum Sundevall, 1853
10. Branchiostoma elongatum Sundevall, 1852
11. Branchiostoma floridae Hubbs, 1922
12. Branchiostoma gambiense Webb, 1958
13. Branchiostoma indicum (Willey, 1901)
14. Branchiostoma japonicum (Willey 1896)
15. Branchiostoma lanceolatum (Pallas, 1774)
16. Branchiostoma leonense Webb, 1956
17. Branchiostoma longirostrum Boschung, 1983
18. Branchiostoma malayanum Webb, 1956
19. Branchiostoma nigeriense Webb, 1955
20. Branchiostoma platae Hubbs, 1922
21. Branchiostoma senegalense Webb, 1955
22. Branchiostoma tattersalli Hubbs, 1922
23. Branchiostoma virginiae Hubbs, 1922

- Rod Epigonichthys Peters, 1876

1. Epigonichthys australis (Raffe, 1912)
2. Epigonichthys bassanus (Günther, 1884)
3. Epigonichthys cultellus Peters, 1877
4. Epigonichthys hectori (Benham, 1901)
5. Epigonichthys maldivensis (Forster Cooper, 1903)